# Digital Theater System

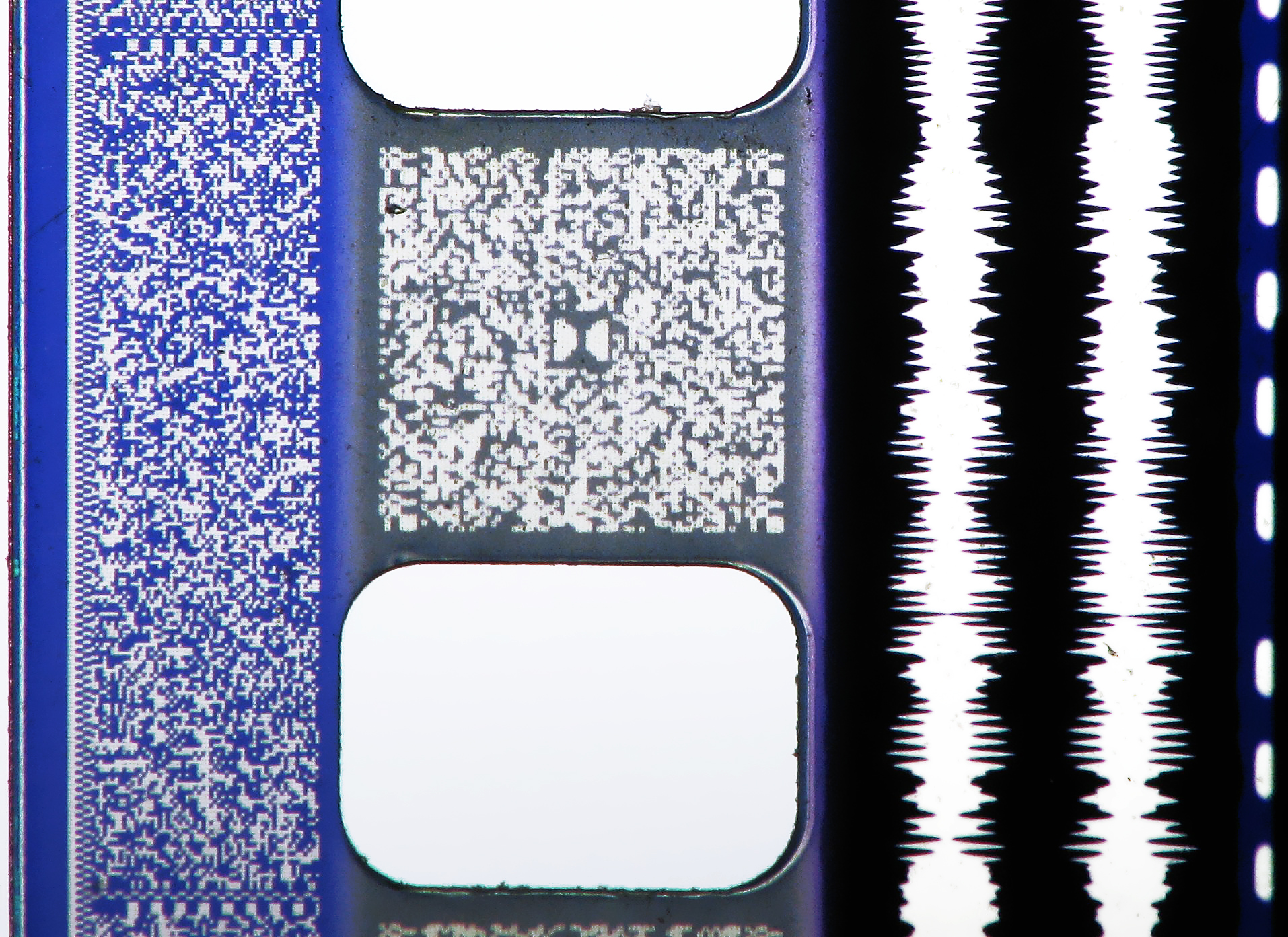
Zleva doprava:
SDDS, Dolby Digital, Dolby Stereo, DTS

Digital Theatre System (DTS) je digitální vícekanálový formát prostorového ozvučení se ztrátovou kompresí, používaný především pro ozvučení filmů v kinech, discích DVD Video, nebo laserdiscích, přičemž jsou menší technické rozdíly mezi domácími a komerčními variantami. DTS vytvořila roku 1993 společnost Digital Theater Systems, která se často také označuje jako DTS. DTS patří ke konkurentům formátů
Dolby Digital a SDDS.
Společnost založil roku 1990 Terry Beard a financuje ji společnost Universal City Studios. Spoluzakladatelem a spoluvlastníkem této společnosti je také filmový režisér Steven Spielberg, který vycítil, že filmové zvukové formáty, existující před založením společnosti, již nevyhovují potřebám kvalitního zvuku ve filmovém průmyslu, kde kvalitní zvuk nabyl krajního významu. Práce na formátu začaly roku 1991, přibližně ve stejné době, kdy společnost Dolby Laboratories začala pracovat na svém novém formátu Dolby Digital. Ozvučení ve formátu DTS poprvé použil roku 1993 Steven Spielberg ve svém filmu Jurský park, což bylo necelý rok po premiéře prvního filmu se zvukem ve formátu Dolby Digital. Když se tento film objevil koncem roku 1993 na laserdiscu, byl současně prvním komerčně prodávaným titulem obsahujícím DTS, zatímco první komerčně prodávaný titul se zvukem ve formátu Dolby Digital se objevil až roku 1995.
Na filmovém pásu je synchronizační signál umístěn v prostoru mezi obrazovými políčky a stopami analogového formátu Dolby Stereo. Systém není zálohován.

## Datové toky a rozlišení
Maximální datový tok formátu DTS je 1536 kbit/s, ale disky DVD Video nejčastěji využívají datový tok 768 kbit/s, který u formátu DTS představuje spodní hranici. Obvykle používané rozlišení je 20 bitů při frekvenci 48 kHz, ovšem nejnovější varianta DTS 96/24, kterou využívá DVD Audio, umožňuje rozlišení 24 bitů při frekvenci 96 kHz. Další nepříliš často využívané frekvence jsou 44,1 a 88,2 kHz. Pro kompresi signálu se používá CAC (Coherent Acoustic Coding) s kompresním poměrem 4:1 až 8:1.

## Varianty
- DTS 5.1 (v kinech označována jen jako DTS) – základní a nejrozšířenější varianta, s 5.1 kanálů (5 hlavních plnorozsahových kanálů a nízkofrekvenční LFE kanál, běžně nazývaný subwoofer podle typu reproduktorového výstupu), shodných s obdobnou konfigurací u formátu Dolby Digital.

- DTS-ES Matrix 6.1 – Varianta obsahující vedle klasických 5.1 kanálů navíc jeden zadní centrální kanál maticově zakódovaný v levém zadním a pravém zadním kanálu. Obdobnou technologii používá i Dolby Digital 5.1 EX. Zadní centrální kanál pak lze přehrávat prostřednictvím jednoho, nebo (v monofonním provedení) dvou zadních reproduktorů domácího kina s konfigurací 7.1.
- DTS-ES Discrete 6.1 – Formát vytvořený roku 2000, lišící se od předchozího tím, že zadní centrální kanál je zakódován samostatně, tudíž je zde 6.1 samostatně zakódovaných zvukových kanálů. Opět lze zadní centrální kanál přehrávat buď prostřednictvím jednoho nebo dvou reproduktorů domácího kina konfigurace 7.1.
- DTS:X – pokročilejší formát DTS, který pracuje se zvukem jako s nezávislými zvukovými prvky (tzv. objekty), např. umožňuje uživatelům přizpůsobit hlasitost dialogů samostatně od hudby v pozadí, původně byl představen především pro užití v domácích kinech.

Oba DTS-ES formáty jsou zpětně kompatibilní se stávajícími DTS dekodéry zvládajícími jen 5.1 kanálů.
- DTS 96/24 – nabízí kvalitu zvuku jako originální 96kHz/24bit master nahrávka

- DTS NEO:6 – funguje na podobném principu jako Dolby Pro Logic II. Ze stereo nahrávky dokáže udělat 5.1 nebo 6.1 zvuk.

## Méně obvyklé konfigurace
Mimo těchto konfigurací však DTS podle informací z oficiálního webu DTS umožňuje použít také konfigurace:
- 2.0 (stereo),
- 2.1 (levý kanál, pravý kanál + LFE kanál)
- 3.0 (3 hlavní kanály bez LFE)
- 3.1 (3 hlavní kanály + LFE kanál)
- 4.0 (levý kanál, pravý kanál, centrální kanál, zadní kanál)
- 4.1 (levý kanál, pravý kanál, centrální kanál, zadní kanál + LFE)
- 5.0 (přední levý kanál, centrální kanál, přední pravý kanál, zadní levý kanál a zadní pravý kanál bez LFE)
- 5.1 (přední levý kanál, centrální kanál, přední pravý kanál, zadní levý kanál a zadní pravý a LFE)
- 7.1 (stejný jako 5.1, ale po stranách jsou přidány 2 kanály)